# ФК Веспрем

ФК Веспрем (мађ. Veszprémi Labdarúgó és Sportszervező Kft.), је мађарски фудбалски клуб основан 1912. године под именом Веђес ТЦ (Vegyész TC). Седиште клуба је у Веспрема, Мађарска. Боје клуба су црвена и плава.

## Историјат клуба
ФК Веспрем је у првој лиги дебитовао у сезони 1988/89. Сезону је завршио као десети. У првој лиги је играо у периоду између 1988. и 1993. године. 
Током педесетих година играо је у трећој и нижим Мађарским лигама. Тренутно је у трћој Мађарској лиги.

## Достигнућа
| Сезона | Такмичење         | Коло        | Противник      | Резултат |
| ------ | ----------------- | ----------- | -------------- | -------- |
| 1991.  | Митропа куп 1991. | Групна фаза | Форвертс Штајр | 2–2      |
| 1991.  | Митропа куп 1991. | Групна фаза | ФК Торино      | 0–1      |